# Dahlia (bướm đêm)
Dahlia là một chi bướm đêm thuộc họ Erebidae.

## Loài
- Dahlia capnobela Turner, 1902
- Dahlia hesperioides Pagenstecher, 1900